# Hell Festival
Das Hell Festival ist ein Musikfestival, das seit 2017 in Kelbra in Sachsen-Anhalt in Deutschland stattfindet. Die Künstlerauswahl enthält vor allem Musik aus den Bereichen Techno, Hardtekk und Hardstyle/Up-tempo.

## Geschichte
Ab 2017 fand das Hell Festival am Mondsee in Hohenmölsen statt. Auch für das Jahr 2021 war eine Ausgabe des Festivals an diesem Standort geplant. Allerdings wurde die Veranstaltung seitens des Zweckverbandes Erholungspark Mondsee untersagt. Der darauf folgende Rechtsstreit sorgte für mediales Aufsehen und führte letztendlich zu einem Umzug des Festivals an den heutigen Standort in Kelbra.
Seit 2021 wird das Hell Festival, mit einer Unterbrechung während der Corona-Pandemie, am Stausee Kelbra ausgerichtet.
Die neue Location bietet ausreichend Platz für umfangreiche Campingmöglichkeiten und ermöglichte es, die Anzahl der Bühnen zu erhöhen.
Das Festival hat in den letzten Jahren kontinuierlich an Beliebtheit gewonnen. Bereits ab der Ausgabe 2018 wurde die Dauer des Festivals von drei auf vier Tage erweitert, sodass es nun bereits Donnerstags beginnt. Heute zieht das Hell Festival über 10.000 Besucher an.